# ダグマーラ・ドミンスク
ダグマーラ・ドミンスク（Dagmara Dominczyk, 1976年7月17日 - ）は、ポーランドの女優、著作家。

## 経歴
1976年、キエルツェに生まれる。1983年、ニューヨーク市へ移り住む。1998年、カーネギー・メロン大学を卒業する。
2002年、映画『モンテ・クリスト伯』への出演でブレイクを果たす。2005年、俳優のパトリック・ウィルソンと結婚。2013年、小説『The Lullaby of Polish Girls』が刊行される。

## フィルモグラフィー

### 映画
- ロック・スター（2001年）
- インプラント (2002年）
- モンテ・クリスト伯（2002年）
- 愛についてのキンゼイ・レポート（2004年）
- NOセックス、NOライフ! (2005年）
- ロンリーハート（2006年）
- ハサミを持って突っ走る（2006年）
- パラノイド・シンドローム(2012年）
- ファントム/開戦前夜（2013年）
- エヴァの告白（2013年）
- ワルシャワ、二つの顔を持つ男（2014年）
- アシスタント（2019年）
- ロスト・ドーター（2021年）
- ボトムス 〜最底で最強?な私たち〜（2023年）
- プリシラ（2023年）

### テレビ
- 24 -TWENTY FOUR-（2005年）
- SUITS/スーツ（2011年）
- PERSON of INTEREST 犯罪予知ユニット（2012年）
- メディア王 〜華麗なる一族〜（2018年 - 2023年）
- WE OWN THIS CITY -不正と汚職が支配する街-（2022年）

## 著書
- The Lullaby of Polish Girls（2013年）